# 엑스플러스
엑스플러스(Xplus Inc.)는 대한민국의 웨어러블 액세서리 기업이다. 본
사는 서울특별시 송파구 송파대로 201에 위치해 있으며 대표이사는 윤상철이다.  

## 역사
2024년 하인크코리아에서 현재의 상호로 변경하였다.

## 유상증자
2024년 410억 규모의 유상증자를 하였다

## 상장
2022년 1월 IBKS제15호스팩과 합병하여 코스닥 시장에 상장하였다.

## 같이 보기
- 주식회사 엑스페릭스

## 참고문헌
1. ↑  김건우, FI 사냥터 된 엑스플러스, 반년만에 투자세력 ‘물갈이’, 파이낸셜투데이, 2024.04.25
2. ↑  엑스플러스, 410억 규모 유증 및 CB 발행 결정, 한국경제, 2024.05.17